# Ananías Maidana Palacios

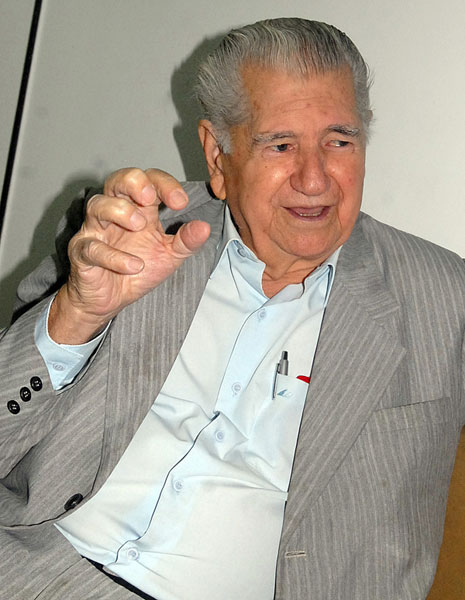

Ananías Maidana Palacios (Encarnación, 26 de julho de 1923 - Assunção, 30 de outubro de 2010) foi um político paraguaio. 
Foi perseguido e preso durante a ditadura de Alfredo Stroessner. Mais tarde se tornou secretário-geral do Partido Comunista Paraguaio (PCP), e na eleição de 2008, candidatou-se para o Senado na Aliança Patriótica Socialista, a coalizão política na qual o PCP participou.